# Synantheopsis
Synantheopsis är ett släkte av koralldjur. Synantheopsis ingår i familjen Actiniidae.
Kladogram enligt Catalogue of Life:
| Synantheopsis | \| \| Synantheopsis parulekari \| \| \| \| \| \| Synantheopsis primus \| \| \| \| |
|               | \| \| Synantheopsis parulekari \| \| \| \| \| \| Synantheopsis primus \| \| \| \| |
|               | Synantheopsis parulekari                                                          |
|               |                                                                                   |
|               | Synantheopsis primus                                                              |
|               |                                                                                   |